# Tony Giorgio
Tony Giorgio (27 de septiembre de 1923 – 1 de febrero de 2012) fue un actor de cine y televisión estadounidense reconocido por interpretar al mafioso Bruno Tattaglia en la película El Padrino de Francis Ford Coppola.
También apareció en películas como Black Gunn (1972), Magnum Force (1973), Foxy Brown (1974), Capone (1975), La montaña embrujada (1975), The Sting II (1983), The Lonely Guy (1984), Night Train to Terror (1985) y American Me (1992).
Actuó en el episodio titulado "The System" de la tercera temporada en la famosa serie de televisión Mission: Impossible.